# Llac de l'Oliva
l'Estany, o Llac de l'Oliva, és un estany situat a 1.600 metres alt del terme comunal de Formiguera, a la comarca del Capcir, de la Catalunya del Nord.
Està situat a la zona central del terme de Formiguera, molt a prop al nord-est del poble d'aquest nom. És a les Planes d'Amunt, al costat de ponent de la carretera que mena a l'Estació d'esquí de Formiguera, 